# 人参果 (神话)
人参果是一種傳說中的仙果，形狀如同小孩，具有会动的五官四肢，头连着树枝，见到人会笑。树干红的叶子青的，如果摘下来，小孩会死，最早记载于《述异记》。
在《西游记》中则描写此果要一萬年方能成熟，遇金而落，遇木而枯，遇水而化，遇火而焦，遇土而入。凡人吃了可以延壽四萬七千年。成熟的人蔘果會幻化成人形，自由行走。如果想採收人蔘果，必須在人蔘果田邊緣以麻線、瑪瑙設下結界，才能防止覺醒的人蔘果脫逃。

## 其他
東南亞也有類似人参果的傳說，如泰國神话中的女人樹。

## 参看
- 人参果 (电影)